# Wuhan Three Towns FC
Der Wuhan Three Towns Football Club (chinesisch 武汉三镇足球俱乐部) ist ein Fußballverein aus Wuhan in China. Der Verein spielt in der Chinese Super League, der höchsten Spielklasse des Landes. 2022 gewannen sie die Meisterschaft. Es war der bisher größte Erfolg in der noch jungen Geschichte.

## Namenshistorie
| Von  | Bis   | Name                            |
| ---- | ----- | ------------------------------- |
| 2016 | 2018  | Wuhan Shangwen FC (武汉尚文)    |
| 2019 | heute | Wuhan Three Towns FC (武汉三镇) |

## Erfolge
- Chinese Super League: 2022
- China League Two: 2020  ▲
- China League One: 2021  ▲

## Stadion
Seine Heimspiele trägt der Verein im Hankou Cultural Sports Centre in Wuhan aus. Das Stadion hat ein Fassungsvermögen von 20.000 Personen.

## Saisonplatzierung
| Saison | Liga                 | Level | Platz      |
| ------ | -------------------- | ----- | ---------- |
| 2019   | China League Two     | 3     | 6. (South) |
| 2020   | China League Two     | 3     | 1. ▲       |
| 2021   | China League One     | 2     | 1. ▲       |
| 2022   | Chinese Super League | 1     | 1.         |
| 2023   | Chinese Super League | 1     | 7.         |

## Trainerchronik
Stand: 8. Februar 2022
| Trainer              | Nation  | von           | bis           |
| -------------------- | ------- | ------------- | ------------- |
| Albert Garcia Xicota | Spanien | 1. März 2019  | 25. Juli 2021 |
| Pedro Morilla        | Spanien | 25. Juli 2021 | 17. Juni 2023 |
| Tsutomu Takahata     | Japan   | 18. Juni 2023 |               |